# Quantum Blue
Le Quantum Blue est un yacht à moteur de luxe, construit en 2014 au chantier Lürssen, à Brême, en Allemagne. Le cabinet d'architecture navale Lürssen Yachts en est le concepteur. Les design extérieur et intérieur sont respectivement réalisés par les agences Tim Heywood Design et Alberto Pinto Design.
En 2019, le Quantum Blue est le 38e plus grand yacht du monde, avec une longueur de 104 mètres (341,2 pieds). Il appartient à l'entrepreneur russe Sergueï Galitski.

## Caractéristiques
La coque du Quantum Blue est en acier, tandis que sa superstructure est en aluminium, d'une longueur de 104 mètres (341,2 pieds) pour une largeur de 16,8 m, d'un tirant d'eau de 4 m, le tout pour une jauge brute de 4 341 t. Ses 4 ponts-terrasses sont en teck.
Motorisé par 2 moteurs diesel MTU d'une puissance totale de 9 938 ch (7 411 kW), le yacht atteint une vitesse de croisière de 13.2 nœuds (24,4 km/h) avec une vitesse maximum de 21 nœuds (39 km/h) grâce à 2 hélices.
Le Quantum Blue est équipé des principaux aménagements que l'on retrouve dans les yachts de luxe, à savoir des stabilisateurs d'ancrage, un ascenseur, un jacuzzi, un spa, une piscine, une salle de sport, une salle de cinéma et aussi une hélisurface.

## Controverse
Yachtcharterfleet.com a indiqué que Quantum Blue était amarré dans le port Al-Rashid de Dubaï après les sanctions économiques contre la Russie par les États-Unis, le Royaume-Uni et l'Union européenne depuis l'invasion de l'Ukraine 2022. Les Émirats arabes unis (ÉAU) n'ont pas imposé de sanctions à la Russie, les représentants du gouvernement ont informé leurs amis occidentaux que ceux qui ont été soumis à des sanctions ne sont pas autorisés à faire des affaires dans le pays. Cependant, les militants et les membres du Parlement européen ont exigé que Dubaï et les Émirats arabes unis soient interdits pour leur part pour permettre de l'argent sale de la Russie et pour l'application des sanctions contre les oligarques russes.